# Kreta in Cirenajka (rimska provinca)
Kreta in Cirenajka (latinsko  Creta et Cyrenaica), senatska provinca Rimskega cesarstva, ustanovljena leta 20 n. št.. Obsegala je otok Kreto in Cirenajko na severnoafriški obali v sedanji Libiji.
Mark Antonij Kretik je leta  71 pr. n. št. napadel Kreto in bil odbit. Rimski senat je zato na otok poslal Kvinta Cecilija Metela s tremi legijami. Metel je po treh letih srditih bojev  leta 69 pr. n. št. osvojil otok in za svoje uspehe  dobil nadimek Kretik. 
Na arheoloških najdiščih je malo dokazov o obsegu škode, ki jo je povzročila rimska osvojitev otoka.  Izgleda, da je bil v tej vojni porušen samo en palačni kompleks. Mesto Gortina je verjetno simpatiziralo z Rimom in bilo zato za nagrado izbrano za upravno središče province Kreta in Cirenajka.